# Olle Åhlund
Sten Olov «Olle» Åhlund (Degerfors, Suecia, 22 de agosto de 1920 - Degerfors, 11 de febrero de 1996) fue un jugador y entrenador de fútbol sueco. En su etapa como jugador profesional se desempeñaba como defensa o centrocampista.

## Selección nacional
Fue internacional con la selección de fútbol de Suecia en 34 ocasiones y convirtió 2 goles. Formó parte de la selección que obtuvo el tercer lugar en la Copa del Mundo de 1950 (no jugó ningún partido) y en los Juegos Olímpicos de 1952.

### Participaciones en Copas del Mundo
| Mundial                        | Sede   | Resultado    | Partidos | Goles |
| ------------------------------ | ------ | ------------ | -------- | ----- |
| Copa Mundial de Fútbol de 1950 | Brasil | Tercer lugar | 0        | 0     |

### Participaciones en Juegos Olímpicos
| Olimpiada                         | Sede      | Resultado    | Partidos | Goles |
| --------------------------------- | --------- | ------------ | -------- | ----- |
| Juegos Olímpicos de Helsinki 1952 | Finlandia | Tercer lugar | 1        | 0     |

## Clubes

### Como jugador
| Club         | País   | Año       |
| ------------ | ------ | --------- |
| Degerfors IF | Suecia | 1939-1953 |

### Como entrenador
| Club         | País   | Año       |
| ------------ | ------ | --------- |
| Degerfors IF | Suecia | 1957-1959 |
| Degerfors IF | Suecia | 1970      |

## Palmarés

### Distinciones individuales
| Distinción | Año  |
| ---------- | ---- |
| Guldbollen | 1951 |